# بوبر ریز کوهی
بوبر ریز کوهی (نام علمی: Phyllastrephus albigula) نام یک گونه از سرده بوبرهای اصلی است.